# 盧曹
卢曹（?—?），北魏范阳郡（郡治今河北省涿州市）人。
卢曹身长九尺，力能拔树。柔然侵略范阳，卢曹登城射箭，矢出三百步。投弓于外，柔然将不能拉开。为尔朱氏守幽州，据蓟城（今北京市）抗高欢。高欢起兵，厚礼招他，卢曹不应。将他与高敖曹并称，他不满意，后率部入海岛，得长人胫骨作成二矟，送其中一个给高欢，诸将举不起来，未几，病卒。部众五百人潜散。

## 延伸阅读
[在维基数据编辑]
 《北史·卷031》，出自李延壽《北史》